# Ivan Štefánik
Ivan Štefánik (9. září 1889 Brezová pod Bradlom – 1. února 1979 Bratislava) byl slovenský a československý politik, poválečný poslanec Prozatímního Národního shromáždění a Ústavodárného Národního shromáždění za Demokratickou stranu. Po únorovém převratu v roce 1948 funkcionář Strany slovenské obrody, za níž zasedal v Národním shromáždění republiky Československé a Slovenské národní radě.

## Biografie
Vystudoval gymnázium v Prešpurku, pak práva na Budapešťské univerzitě. Roku 1912 získal titul doktora práv a pracoval jako advokátský koncipient a pracoval na úřadu Nitranské župy, byl policejním ředitelem, pracovníkem a předsedou Nejvyššího správního soudu.
Za druhé světové války se podílel na domácím odboji, v němž spolupracoval s Vavro Šrobárem, byl účastníkem Slovenského národního povstání a členem povstalecké Slovenské národní rady. Během povstání zastával post pověřence spravedlnosti a později byl pověřencem techniky. Od 1. září 1944 byl v 1. Sboru pověřenců spolupověřencem vnitra (spolu s Gustávem Husákem), později v 2. Sboru pověřenců zástupcem pověřence vnitra Gustáva Husáka.
V 3. Sboru pověřenců, 4. Sboru pověřenců, 5. Sboru pověřenců, 6. Sboru pověřenců a 7. Sboru pověřenců byl v letech 1945–1947 pověřencem spravedlnosti. V této funkci řešil v roce 1947 ostře sledovaný proces s prezidentem slovenského státu Jozefem Tisem. Po odsouzení Tisa mu navrhl udělení milosti.
Svou kariéru v slovenské exekutivě zakončil po přerozdělení rezortů a změně silových poměrů vyvolané eskalací tlaku slovenských komunistů na podzim 1947 na postu pověřence techniky v 8. Sboru pověřenců, kde setrval do února 1948.
V letech 1945–1946 byl poslancem Prozatímního Národního shromáždění za Demokratickou stranu. Po parlamentních volbách v roce 1946 usedl za Demokratickou stranu do Ústavodárného Národního shromáždění. Po parlamentních volbách v roce 1948 byl zvolen ve volebním kraji Bratislava do Národního shromáždění, nyní již za Stranu slovenskej obrody. V parlamentu setrval do konce volebního období v roce 1954. Ve volbách roku 1954 byl zvolen do Slovenské národní rady.
Během únorového převratu v roce 1948 patřil k prokomunistické skupině v rámci Demokratické strany. V následujících týdnech náležel mezi zakladatele Strany slovenské obrody budované jako loajální součást komunistického režimu. V roce 1945 mu byl udělen Řád Slovenského národního povstání, v roce 1947 Řád Za zásluhy a Československý válečný kříž 1939. V roce 1969 získal Řád práce.